# Royal Sporting Club Anderlecht 2017-2018
Questa voce raccoglie le informazioni riguardanti la Royal Sporting Club Anderlecht  nelle competizioni ufficiali della stagione 2017-2018.

## Maglie e sponsor
| Casa | Trasferta | Terza maglia |

## Rosa
| N. |                        | Ruolo | Calciatore        |
| -- | ---------------------- | ----- | ----------------- |
| 1  | Belgio (bandiera)      | P     | Matz Sels         |
| 2  | Portogallo (bandiera)  | D     | Josué Sá          |
| 3  | Belgio (bandiera)      | D     | Olivier Deschacht |
| 4  | Senegal (bandiera)     | D     | Kara Mbodj        |
| 5  | Serbia (bandiera)      | D     | Uroš Spajić       |
| 7  | Honduras (bandiera)    | C     | Andy Najar        |
| 8  | Belgio (bandiera)      | C     | Pieter Gerkens    |
| 9  | Nigeria (bandiera)     | A     | Henry Onyekuru    |
| 10 | Giappone (bandiera)    | C     | Ryōta Morioka     |
| 11 | Romania (bandiera)     | C     | Alexandru Chipciu |
| 12 | Francia (bandiera)     | D     | Dennis Appiah     |
| 15 | Stati Uniti (bandiera) | C     | Kenny Saief       |
| 17 | Belgio (bandiera)      | C     | Massimo Bruno     |
| 20 | Belgio (bandiera)      | C     | Sven Kums         |
| 23 | Belgio (bandiera)      | P     | Frank Boeckx      |

| N. |                           | Ruolo | Calciatore                    |
| -- | ------------------------- | ----- | ----------------------------- |
| 25 | Francia (bandiera)        | C     | Adrien Trebel                 |
| 30 | Paesi Bassi (bandiera)    | P     | Boy de Jong                   |
| 32 | Belgio (bandiera)         | D     | Leander Dendoncker (capitano) |
| 35 | Rep. del Congo (bandiera) | A     | Silvère Ganvoula M'Boussy     |
| 37 | Serbia (bandiera)         | D     | Ivan Obradović                |
| 38 | Ghana (bandiera)          | A     | Dauda Mohammed                |
| 39 | RD del Congo (bandiera)   | C     | Edo Kayembe                   |
| 40 | Belgio (bandiera)         | A     | Francis Amuzu                 |
| 41 | Ghana (bandiera)          | D     | Emmanuel Sowah Adjei          |
| 44 | Belgio (bandiera)         | D     | Hannes Delcroix               |
| 47 | Mali (bandiera)           | D     | Abdoul Karim Danté            |
| 48 | Belgio (bandiera)         | C     | Albert Sambi Lokonga          |
| 50 | Serbia (bandiera)         | A     | Lazar Marković                |
| 56 | Belgio (bandiera)         | D     | Alexis Saelemaekers           |
| 91 | Polonia (bandiera)        | A     | Łukasz Teodorczyk             |
|    | Albania (bandiera)        | A     | Kristal Abazaj                |

## Calciomercato

### Sessione estiva
| Acquisti | Acquisti           | Acquisti          | Acquisti                    |
| R.       | Nome               | da                | Modalità                    |
| -------- | ------------------ | ----------------- | --------------------------- |
| C        | Sven Kums          | Watford           | definitivo (6,5 milioni €)  |
| A        | Łukasz Teodorczyk  | Dinamo Kiev       | definitivo (4,5 milioni €)  |
| A        | Isaac Kiese Thelin | Bordeaux          | definitivo (2,75 milioni €) |
| P        | Josué Sá           | Vitória Guimarães | definitivo (2,2 milioni €)  |
| D        | Pieter Gerkens     | Sint-Truiden      | definitivo (1,5 milioni €)  |
| D        | Uroš Spajić        | Tolosa            | n.d.                        |
| P        | Boy de Jong        | Girona            | n.d.                        |
| A        | Henry Onyekuru     | Everton           | prestito                    |
| P        | Matz Sels          | Newcastle Utd     | prestito                    |
| A        | Robert Berič       | Saint-Étienne     | prestito                    |

| Cessioni | Cessioni          | Cessioni      | Cessioni                   |
| R.       | Nome              | a             | Modalità                   |
| -------- | ----------------- | ------------- | -------------------------- |
| D        | Sebastien De Maio | Bologna       | definitivo (2 milioni €)   |
| A        | Mahmoud Trezeguet | Kasımpaşa     | prestito (500 mila €)      |
| C        | Youri Tielemans   | Monaco        | definitivo (25 milione €)  |
| A        | Frank Acheampong  | Jinmen Tiger  | prestito (3 milioni €)     |
| D        | Bram Nuytinck     | Udinese       | definitivo (3 milioni €)   |
| P        | Mile Svilar       | Benfica       | definitivo (2,5 milioni €) |
| D        | Michaël Heylen    | Zulte Waregem | definitivo (200 mila €)    |
| A        | Nathan Kabasele   | Gaziantep     | gratuito                   |
| C        | Rafael Galhardo   | Cruzeiro      | gratuito                   |
| A        | Andy Kawaya       | Malines       | prestito                   |
| D        | Hervé Matthys     | Eindhoven     | svincolato                 |

#### Sessione invernale[1]
| Acquisti | Acquisti       | Acquisti    | Acquisti                   |
| R.       | Nome           | da          | Modalità                   |
| -------- | -------------- | ----------- | -------------------------- |
| C        | Ryota Morioka  | KSK Beveren | definitivo (2,5 milioni €) |
| C        | Lazar Marković | Liverpool   | prestito                   |
| C        | Kenny Saief    | Gent        | prestito                   |

| Cessioni | Cessioni        | Cessioni      | Cessioni                    |
| R.       | Nome            | a             | Modalità                    |
| -------- | --------------- | ------------- | --------------------------- |
| C        | Sofiane Hanni   | Spartak Mosca | definitivo (8 milioni €)    |
| C        | Nicolae Stanciu | Sparta Praga  | definitivo (3,75 milioni €) |
| C        | Dodi Lukebakio  | Charleroi     | definitivo (2,6 milioni €)  |
| A        | Hamdi Harbaoui  | Zulte Waregem | definitivo (500 mila €)     |
| A        | Dylan Lambrecth | Waremme       | prestito                    |
| A        | Robert Berič    | Saint-Étienne | fine prestito               |